# Рольдан, Алекс
Алекса́ндер Рольда́н Лео́н (исп. и англ. Alexander Roldán León; 28 июля 1996, Артижа, Калифорния, США) — сальвадорский и американский футболист, полузащитник клуба «Сиэтл Саундерс». Выступал за сборную Сальвадора.

## Биография

### Университетский футбол
Во время обучения в Сиэтлском университете в 2014—2017 годах Рольдан играл за университетскую футбольную команду. За четыре сезона с «Сиэтл Редхокс» в NCAA он провёл 82 матча, в которых забил 18 голов и отдал 17 голевых передач.
В периоды летних межсезоний в колледжах Рольдан также выступал за клубы из лиг четвёртого дивизиона: в 2016 году — за «Вашингтон Кроссфайр» в Премьер-лиге развития, в 2017 году — за ОСА в Национальной премьер-лиге.

### Клубная карьера
19 января 2018 года на Супердрафте MLS Рольдан был выбран в первом раунде под 22-м номером клубом «Сиэтл Саундерс», был подписан 13 февраля. Его профессиональный дебют состоялся 22 февраля в первом матче ⅛ финала Лиги чемпионов КОНКАКАФ 2018 против сальвадорского клуба «Санта-Текла». В MLS он дебютировал 18 марта в матче против «Далласа». 3 октября в составе фарм-клуба «Сиэтл Саундерс 2» в матче против «Лос-Анджелес Гэлакси II» Алекс забил свой первый гол в профессиональной карьере. По окончании сезона 2019 «Сиэтл Саундерс» не стал продлевать контракт с Рольданом, но 18 февраля 2020 года клуб переподписал игрока. 12 мая 2021 года в матче против «Сан-Хосе Эртквейкс» в компенсированное время второго тайма Рольдан был вынужден встать в ворота после того, как вратарь Штефан Фрай получил травму, а все замены «Сиэтл» уже использовал. 4 июля в матче против «Колорадо Рэпидз» он забил свой первый гол в MLS. Рольдан был отобран в число участников Матча всех звёзд MLS 2021, в котором сборная MLS принимала сборную Лиги MX. 20 января 2022 года Рольдан перезаключил контракт с «Саундерс» на три года — сезоны 2022—2024, с опцией продления на сезон 2025. 14 декабря 2023 года Рольдан подписал с «Саундерс» новый трёхлетний контракт до конца сезона 2026 с опцией продления на сезон 2027.

### Международная карьера
В мае 2021 года Рольдан сообщил об отказе выступать за сборную Гватемалы.
В июне 2021 года Рольдан принял вызов от сборной Сальвадора и получил паспорт гражданина Сальвадора. Был включён в состав сборной на Золотой кубок КОНКАКАФ 2021. 11 июля Рольдан дебютировал за Сальвадор в матче первого тура группового этапа турнира против Гватемалы, в котором вышел на замену на 63-й минуте вместо Дарвина Серена и на 80-й минуте забил свой первый гол за сборную. Был включён в состав сборной на Золотой кубок КОНКАКАФ 2023.

### Личная жизнь
Алекс Рольдан родился в семье иммигрантов: его отец Сесар — выходец из Гватемалы, мать Ана — из Сальвадора. У него есть двое старших братьев: Сесар-младший работает старшим тренером по физподготовке в «Лос-Анджелес Гэлакси», Кристиан — игрок «Сиэтл Саундерс».

## Достижения
Командные
 «Сиэтл Саундерс»
- Чемпион MLS (обладатель Кубка MLS): 2019
- Победитель Лиги чемпионов КОНКАКАФ: 2022

Личные
- Участник Матча всех звёзд MLS: 2021

## Статистика выступлений
| Выступление                 | Выступление      | Выступление      | Лига | Лига | Плей-офф | Плей-офф | Кубок | Кубок | Континент | Континент | Прочие | Прочие | Итого | Итого |
| Клуб                        | Лига             | Сезон            | Игры | Голы | Игры     | Голы     | Игры  | Голы  | Игры      | Голы      | Игры   | Голы   | Игры  | Голы  |
| --------------------------- | ---------------- | ---------------- | ---- | ---- | -------- | -------- | ----- | ----- | --------- | --------- | ------ | ------ | ----- | ----- |
| Сиэтл Саундерс              | MLS              | 2018             | 19   | 0    | 0        | 0        | 1     | 0     | 1         | 0         | —      | —      | 21    | 0     |
| Сиэтл Саундерс              | MLS              | 2019             | 9    | 0    | 0        | 0        | 1     | 0     | —         | —         | —      | —      | 10    | 0     |
| Сиэтл Саундерс              | MLS              | 2020             | 18   | 0    | 4        | 0        | —     | —     | 1         | 0         | —      | —      | 23    | 0     |
| Сиэтл Саундерс              | MLS              | 2021             | 29   | 1    | 1        | 0        | —     | —     | 3         | 0         | —      | —      | 33    | 1     |
| Сиэтл Саундерс              | MLS              | 2022             | 32   | 1    | —        | —        | 0     | 0     | 8         | 0         | —      | —      | 40    | 1     |
| Сиэтл Саундерс              | MLS              | 2023             | 28   | 1    | 4        | 0        | 0     | 0     | 2         | 0         | 1      | 0      | 35    | 1     |
| Сиэтл Саундерс              | Итого            | Итого            | 135  | 3    | 9        | 0        | 2     | 0     | 15        | 0         | 1      | 0      | 162   | 3     |
| Такома Дифайенс (фарм-клуб) | USLC             | 2018             | 8    | 1    | —        | —        | —     | —     | —         | —         | —      | —      | 8     | 1     |
| Такома Дифайенс (фарм-клуб) | USLC             | 2019             | 6    | 1    | —        | —        | —     | —     | —         | —         | —      | —      | 6     | 1     |
| Такома Дифайенс (фарм-клуб) | USLC             | 2020             | 1    | 0    | —        | —        | —     | —     | —         | —         | —      | —      | 1     | 0     |
| Такома Дифайенс (фарм-клуб) | Итого            | Итого            | 15   | 2    | —        | —        | —     | —     | —         | —         | —      | —      | 15    | 2     |
| Всего за карьеру            | Всего за карьеру | Всего за карьеру | 150  | 5    | 9        | 0        | 2     | 0     | 15        | 0         | 1      | 0      | 177   | 5     |